# Calanthe emeishanica
Calanthe emeishanica är en orkidéart som beskrevs av Kai Yung Lang och Zhan Huo Tsi. Calanthe emeishanica ingår i släktet Calanthe och familjen orkidéer. Inga underarter finns listade i Catalogue of Life.